# تجربة مكعب الثلج

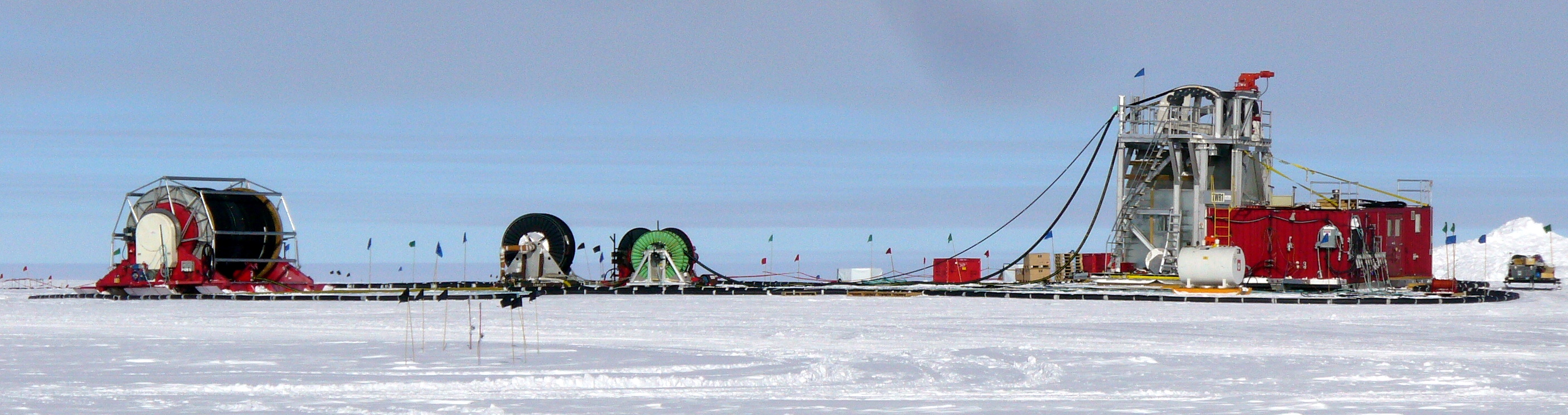
محطة الحفر لتجربة مكعب الثلج بالمحيط المتجمد الجنوبي في ديسمبر 2009

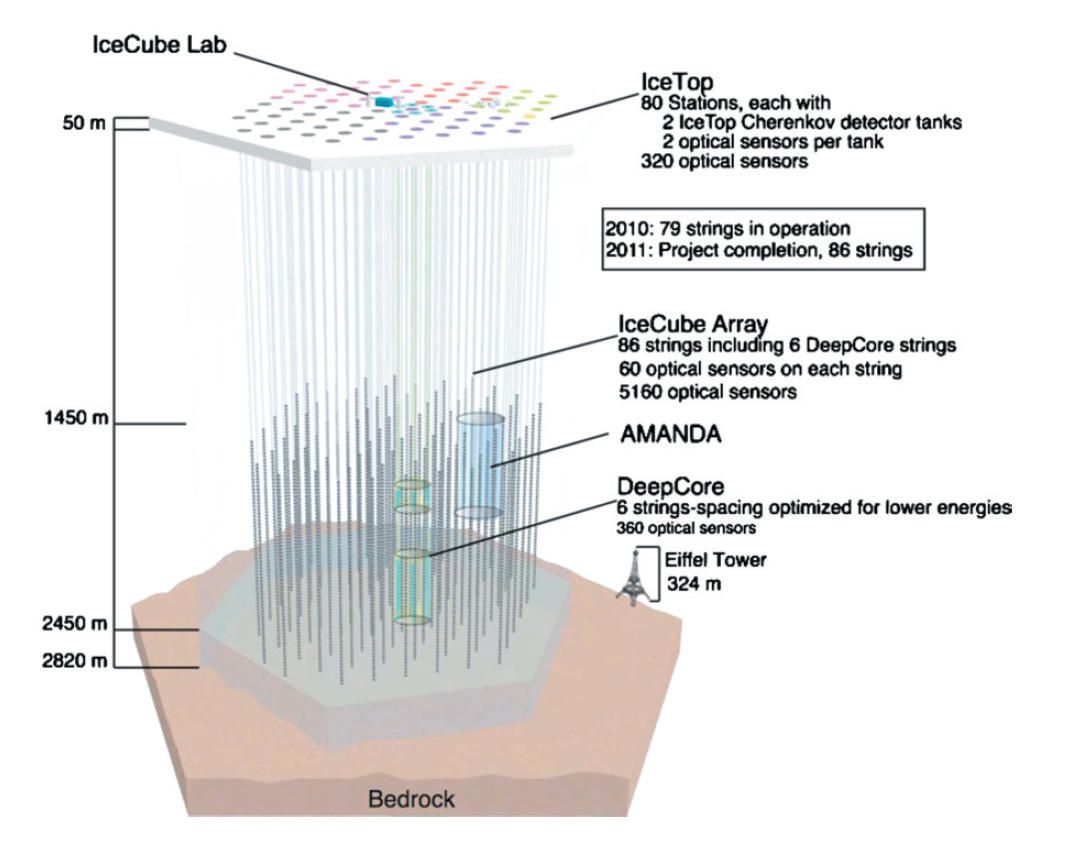
مكعب الثلج: والآبار التي حفرت في الثلج لتوزيع العدادات.

تجربة مكعب الثلج  (بالإنجليزية: IceCube experiment)‏ أو تجربة مكعب الثلج لعد النيوترينوات هي تجربة ضخمة لعد النيوترينوات في الثلج الشفاف في القطب الجنوبي. تتم التجربة بتسجيل الوميض الناتج من تفاعل النيوترينوات مع جزيئات الثلج بواسطة عدادات وميضية موزعة في الطبقة الجليدية. يبلغ حجم مكعب الثلج الشفاف المختار 1 كيلومتر مكعب. ينتج عن تفاعل النيوترينوات العالية الطاقة بجزيئات الثلج إلكترونات وميونات وتاوونات، ويمكن رصدها بواسطة صمامات تضخيم ضوئي حساسة للغاية.
بنيت التجربة في محطة أمندسن سكوت الأمريكية بالقطب الجنوبي. ويأمل الباحثون وعلى رأسهم «فرانسيس هالزن» و «كريستيان سبيرينج» الحصول على معلومات من تلك التجربة عن مصادر الأشعة الكونية وماهيتها ومعلومات عن النيوترينوات التي تنتج منها.

## الغرض
الطريقة المطبقة في هذه التجربة مماثلة لعداد الميون والنيوترينو بالقارة القطبية الجنوبية المسماة تلسكوب أماندا التي تجمع نتائج منذ 1997. وقد قام العلماء بإنهاء عمل تلك التجربة كما كان مخطط لها في 11 مايو 2009. ونظرا لنجاح التجربة وحصول العلماء على نتائج مشجعة فقد تقرر تخصيص مبالغ مالية لإجراء تجربة تلسكوب مكعب الثلج أيضا في المحيط المتجمد الجنوبي، بتصميم جديد. فقد تم بناء مكعب ثلج خلال ستة سنوات بحفر آبار في منطقة متميزة بصفاء وشفافية الثلج فيها، وتزويدها بعدادت تقيس النيوترينو. وتم بناء مكعب الثلج في 18 ديسمبر 2010. هذه العدادات تستخدم صمامات تضخيم ضوئي لعد النيوترينوات.

## الخلفية التقنية

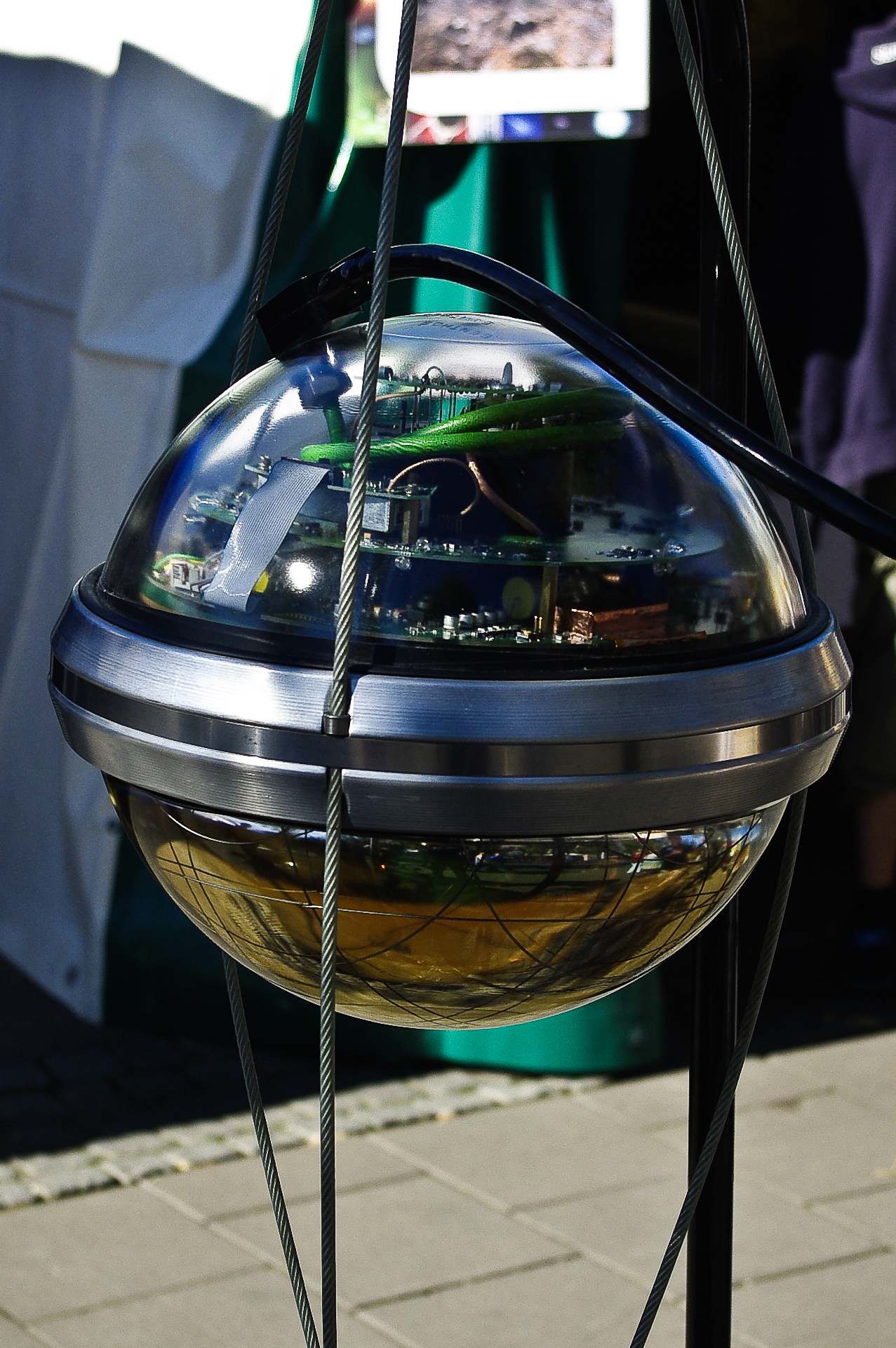
عداد ضوئي رقمي DOM، يستخدم صمام تضخيم ضوئي، مقاس 25 سنتيمتر من نوع «هاماموتسو فوتونيكس»

يشمل تلسكوب مكعب الثلج 86 كابل تحمل 5160 عدادا ووميضي، تسجل أومضة ناشئة عن تفاعل ميونات أو إلكترونات أو تاوونات (جسيمات أولية) مع جزيئات الثلج. ثم تقوم تلك الكشافات الضوئية الحساسة بتكبير النبضات الكهربائية الناشئة، ثم ترقيمها digitalisiering، وإرسالها إلى المحطة العلمية أموندسن-سكوت بالقطب الجنوبي. وقد استغلت التجربة 677 من وحدات القياس الحساسة التي كانت تعمل في تلسكوب أماندا.
أدليت الكابلات وموصول بها العدادات الضوئية الحساسة في آبار حفرت في مكعب الثلج بواسطة
الماء الساخن، ثم تلى تجميد الماء. وزعت العدادات على أعماق 1450 و 2450 في الثلج. عملت تلك الأعماق على إزالة أي فقاقيع هوائية بسبب الضغط العالي تحت الثلث حتى لا تصبح تلك الفقاقيع عائقا على شفافية الثلج.

## تحليل القياسات
يصلح لتحديد اتجاه النيوترينوات عند تصادمها بجزيئات الثلج قياس الميونات الناشئة عن الاصطدام. ويحدث اصطدام نيوترينو الميون Myon-Neutrino مع جزيء الثلج نادرا جدا وينتج عن ذلك انقسام النواة الذرية وتحول النيوترينو إلى ميون. ويكمل الميون خط سير النيوترينو منتجا مخروطا من الضوء الأزرق، تلك الظاهرة تسمى إشعاع شيرينكوف. وتقوم صمامات التضخيم الضوئي الموجودة في عدادا «هاماموتسو فوتونيكس» Hamamatsu Photonics بتكبير الضوء الناشيء إلى نبضة كهربائية نحو 100 مليون مرة. وعن طريق تسجيل زمن وصول الضوء إلى العدادات المختلفة يمكن للحاسوب حساب الاتجاه الأصلي للنيوترينو الذي أحدث الضوء.
يمكن لتلسكوب النيوترينو في مكعب الثلج اكتشاف حدوث مستعرات عظمى (تنتج نيوترينوات) ويمكنه كذلك اكتشاف مادة مظلمة. كما أن انفجارات أشعة غاما التي تحدث في بعض النجوم أو أشعة غاما الصادرة من ثقوب سوداء في قلوب مجرات حلزونية يمكن للتلسكوب قياسها ورصدها. ويتبين من ذلك الارتباط والتعاون الوثيق بين فيزياء الطاقة العالية وعلم الفلك في محاولات للكشف عن أسرار الطبيعة.

## التعاون العلمي والتمويل
تبلغ تكلفة عداد النيوترينو نحو 295 مليون دولار أمريكي دفعت معظمها المؤسسة الوطنية الخيرية للعلوم NSF بالولايات المتحدة، وقامت بتطويره وبنائه جامعة وسكونسين بماديسون بالتعاون مع ديسي DESY (سيكلوترون الإلكترونات الألماني) بمدينة «تسويتن» بالقرب من برلين. كما تشترك عدة جامعات في التمويل من ضمنها جامعات ومعاهد علمية من السويد وبلجيكا وألمانيا، والمملكة المتحدة وهولندا.

## نجاح علمي
في يونيو 2013 نشرت مجموعة باحثي مكعب الثلج أول نتائجها، وهي تشير إلى أن النيوترينوات التي سجلتها الأجهزة أصلها ليس أرضي. وقد سجل حدثان للنيوترينوات وهي أحداث قليلة لا تتيح فرصة للتأكد من النتائج.
.
وفي نوفمبر 2013 نشرت المجلة العلمية «ساينس» القياسات التالية وهي التي تشير إلى أن أصل تلك النيوترينوات أصلها ليس أرضي.
t. وبسبب هذا النجاح قدمت مجلة «فيزيكس مغازين» مكافأة نجاح باهر لعام 2013.
 كما نشرت مجلة ساينس تقييمات لبيانات سجلت بين مايو 2010 حتى مايو 2012 وعددها 28 حدثا، عُزلت الأحداث، وهي نشأت من نيوترينوات عالية الطاقة بين 30 تيرا إلكترون فولت و 1200 تيرا إلكترون فولت.
بهذه النتائج وما جاءت به قياسات بعد ذلك فقد عثر على أحداث للنيوترينوات بطاقات لم تسجل من قبل، وتبلغ طاقاتها 1000 (سميت «برت»، عن برنامج الأطفال التلفزيوني المعروف «شارع السمسم»)، وحدث 1100 تيرا إلكترون فولت (وسمي «إرني») وكذلك حدث بـ 2200 تيرا إلكترون فولت (يوم 4 ديسمبر 2012، وسمي الحدث «الطائر الكبير» Big Bird).
في 11 يونيو 2014 سجل حدث نيوترينو وصلت طاقته 2600 تيرا إلكترون فولت. وتتبع الانفجار المستمر نجم زائف متوهج «بلازار» الذي بدأ في صيف عام 2012 في المجرة 2016 PKS B 1424-418 وتبين أنه من المحتمل أن يكون هذا الانفجار هو مصدر (نيوترينو) «الطائر الكبير»؛ وتوصل العلماء إلى تلك النتيجة عن طريق مقارنة مع مشاهدات أجراها مرصد فيرمي الفضائي لأشعة غاما، وكذلك القياسات التي أتمّها التلسكوب الراديوي الألماني GARS O’Higgins .

## اقرأ أيضا
- مشكلة نيوترينو الشمس
- عداد نيوترينو
- مشروع دوماند
- تجربة سوبر كاميوكاندي
- مطياف ألفا المغناطيسي
- تجربة أطلس
- مكشاف مصادم فيرميلاب
- محطة أمدنسن سكوت بالقطب الجنوبي
- عداد جسيمات
- عداد شيرينكوف